# Thagaste
Thagaste (în tifinagh: ⵜⴰⴳⴰⵙⵜ Tagast; în arabă طاغاست) a fost un oraș numid pe ruinele căruia a fost edificat orașul actual Souk Ahras sau Tagilt, în Algeria. Este cunoscut mai ales pentru că a fost orașul natal al sfântului Augustin. Orașul era situat la cca 100 km la sud-est de Annaba, fostul Hippona, oraș al cărui episcop a fost.

## Toponimie
Filologii și cercetătorii din Insulele Canare au comparat numele Thagaste și Tegueste. Acesta din urmă derivă din *tegăsət, care înseamnă „umed”, și este de origine guanșă, de origine berberă.

## Apariția orașului
Orașul a fost fondat de fenicieni, apoi a urmat perioada numidiană (202 î.Hr. - 46 î.Hr.). Locul de naștere al Sfântului Augustin (13 noiembrie 354), Thagaste a jucat un rol important în istoria politică și culturală a Numidiei datorită poziției sale strategice. Punct de răscruce între numizi, massili și apoi romani, Thagaste a găzduit fortificații militare (Taoura, Madaure, Khemissa, Mascula Tiffech, Henchir Kssiba, Kef El Messaoura) și centre urbane.
În timpul perioadei coloniale franceze, a devenit un oraș comercial important, asigurând comerțul între sudul și nord-estul Algeriei și Tunisia.
În timpul revoluției, Ouled Bechiah Jebels a găzduit o bază autonomă pentru diferitele wilayas ale Armatei de Eliberare Națională, cunoscută sub numele de Base de l'Est.